# Peter Nalitch & Friends
A Peter Nalich & Friends egy orosz együttes, akik zenei stílusukat tekintve alternatív alapokon nyugvó, pop dallamokkal kevert zenét játszanak. 2010-ben ők képviselték Oroszországot az Eurovíziós Dalfesztiválon a Lost and Forgotten című dallal és 90 ponttal a tizenegyedik helyen végeztek.
Részt vett a 2010-es orosz eurovíziós nemzeti döntőn, ahol az első helyet szerezte meg a Lost and Forgotten című daluk.
2010. május 25-én lépett fel először, az első elődöntőben a fellépési sorrendben másodikként, a moldovai SunStroke Project és Olia Tira Run Away című száma után, és az észt Malcolm Lincoln Siren című száma előtt. Összesen 74 pontot szerzett, ami a hetedik helyet jelentette a tizenhét fős mezőnyben, ami elegendő volt a döntőbe jutáshoz.
2010. május 29-én lépett fel a döntőben huszadikként, a román Paula Seling és Ovi Playing with Fire című száma után, és az örmény Eva Rivas Apricot Stone című száma előtt. A szavazás során 90 pontot szerzett, ami a tizenegyedik helyet jelentette a dalverseny huszonöt fős döntőjében.
Ám a nemzetközi sikert ebben az esetben nem az Eurovíziós Dalfesztivál jelentette számukra, hanem a Guitar című daluk korábbi YouTube népszerűsége.

## Fordítás
- Ez a szócikk részben vagy egészben  a   Peter Nalitch című angol Wikipédia-szócikk fordításán alapul.  Az eredeti cikk szerkesztőit annak laptörténete sorolja fel. Ez a jelzés csupán a megfogalmazás eredetét és a szerzői jogokat jelzi, nem szolgál a cikkben szereplő információk forrásmegjelöléseként.